# Rhaenyra Targaryen
Rhaenyra Targaryen é uma personagem fictícia do universo literário de A Song of Ice and Fire, criado por George R. R. Martin, e da série de televisão da HBO, House of the Dragon. Em ambas as mídias, ela é inicialmente apresentada como uma princesa da Casa Targaryen e mais tarde é coroada Rainha dos Sete Reinos. Na série de televisão, Rhaenyra é interpretada em sua juventude por Milly Alcock, enquanto na fase adulta é vivida por Emma D'Arcy.
Rhaenyra Targaryen é retratada como uma mulher forte, inteligente e determinada, que desafia as expectativas tradicionais de como uma princesa deve se comportar. Na adaptação da HBO, Rhaenyra logo causou admiração inicial satisfatória nos telespectadores, pelo fato dela desafiar as normas de gênero e se recusar a se curvar às expectativas sociais. Sua luta pelo trono e por seus direitos como herdeira legítima a fizeram se tornar popular entre os fãs de Game of Thrones.
Por sua atuação, Emma D'Arcy recebeu uma indicação ao Globo de Ouro de 2023, na categoria de Melhor Atriz em Série Dramática.

## Descrição
Rhaenyra tem a aparência valiriana de sua família, usa seu cabelo loiro prateado em uma longa trança à maneira da lendária rainha Visenya Targaryen. Rhaenyra era uma criança precoce, inteligente, ousada e bonita.  Aos quatorze anos, Rhaenyra foi declarada por seu tio, o príncipe Daemon Targaryen, a donzela mais bonita de todos os Sete Reinos. É orgulhosa e teimosa, e havia uma certa petulância em sua boca. Ela sempre se veste ricamente, preferindo veludos roxos e marrons e rendas douradas em padrões intrincados. Sempre usava colares e anéis em seus dedos. Quando ela estava ansiosa, ela girava os anéis compulsivamente em seus dedos. Durante a Dança dos Dragões, ela usa a coroa de seu pai, Viserys I, que foi usada pela primeira vez pelo rei Jaehaerys I Targaryen.

## Biografia Canônica

### No Universo deA Song of Ice and Fire
Rhaenyra nasceu na Fortaleza Vermelha, sendo a filha mais velha do rei Viserys I e a única ainda viva do seu casamento com Aemma Arryn. Como tal, Rhaenyra foi a escolhida pelo seu pai como herdeira do Trono de Ferro, a priorizando no lugar de Daemon Targaryen, o tio de Rhaenyra e irmão mais novo de Viserys. Ela monta a dragão fêmea Syrax, nome escolhido por ela em homenagem a uma deusa valiriana. Algum tempo depois da morte de sua mãe Aemma, o rei se casou pela segunda vez com Alicent Hightower. Inicialmente, as duas se davam bem, mas assim que a nova rainha deu filhos a seu marido, uma animosidade começou a surgir entre as duas. A relação complicada das mulheres deu origem a dois partidos políticos rivais na corte, “Os Verdes” da Alicent e “Os Pretos” de Rhaenyra. Os partidos foram nomeados assim pelo fato de que Rhaenyra vestia-se de preto e Alicent de verde, nas comemorações do quinto aniversário de casamento da rainha com Viserys. 
A princesa foi cortejada por inúmeros lordes de Westeros, inclusive despertou o interesse em sor Criston Cole. No fim, o rei a casou com Laenor Velaryon, embora ela tenha resistido à ideia inicialmente. Jace, Luke e Joffrey, os três primeiros filhos de Rhaenyra, foram reconhecidos como Velaryon e filhos de Laenor, mas foram acusados de serem bastardos inúmeras vezes. Rumores diziam que o pai deles era, na realidade, o amante da princesa, Harwin Strong, que se tornou seu principal defensor após as desavenças entre ela e Criston Cole surgirem. Após as mortes seguidas de Harwin e Laenor, Rhaenyra se casa novamente com seu tio Daemon Targaryen e tem mais dois filhos: Aegon e Viserys. Os dois se mudam para a sede ancestral da família Targaryen,  Pedra do Dragão, e vivem lá com suas famílias. Quando a notícia da morte de seu pai e do golpe de seu meio-irmão Aegon II chegam até ela, Rhaenyra, que estava grávida novamente, perde seu bebê e é coroada Rainha dos Sete Reinos. Um dos filhos de Rhaenyra, Lucerys, é enviado para buscar apoio do lorde Borros Baratheon de Storm’s End, mas é morto com seu dragão Arrax pelo príncipe Aemond Targaryen, e seu dragão Vhagar. Rhaenyra decide então entrar em guerra contra os Verdes pelo Trono de Ferro.
Rhaenyra chegou a tomar a capital e o Trono de Ferro por um breve período, após Aegon II ser derrotado numa batalha e ter ficado gravemente ferido. Rhaenyra fez das rainhas Alicent e Helaena suas reféns, executou a maioria dos Verdes e seu governo foi marcado por vingança e perseguição. Suas paranoias cresceram tanto que ela declarou o lorde Corlys Velaryon, o neto dele, Addam Velaryon, e a dominadora de dragões, Nettles, como traidores. O príncipe Daemon Targaryen, sabendo das paranoias de Rhaenyra, se voltou contra sua rainha-esposa, deixou Nettles fugir e partiu para o castelo Harrenhal. O povo de Porto Real se ergueu contra a insana Rhaenyra, tanto devido ao suicídio da rainha Helaena, quanto devido aos altos impostos cobrados pelo fato do tesouro real ter sido esvaziado pelos Verdes. É iniciado uma revolta que tomou a maior parte da cidade e nesse cenário, o terceiro filho de Rhaenyra, Joffrey, tentou salvar os dragões mas foi morto no processo. Amedrontada e desesperada, Rhaenyra fugiu da cidade com seu filho mais novo, príncipe Aegon, com uma escolta de poucos homens da Guarda Real. Ela vendeu sua coroa para comprar uma passagem de navio e foi embora da capital. Chegando em Pedra do Dragão, Rhaenyra foi traída por sor Alfred Broome, e o que restava de sua Guarda Real foi morta. Seu meio-irmão, Aegon II, tinha tomado o controle da ilha em segredo e sentenciou a meia-irmã a morte, dando-a de comer ao seu dragão moribundo, Sunfyre. Rhaenyra Targaryen tinha 33 anos quando morreu e ficou conhecida como a “Rainha de Meio Ano”, porém, por decreto do rei Aegon II, seu nome nos livros de história foi atrelado apenas ao título de princesa.

## Adaptação televisiva

### Desenvolvimento
A direção de elenco escolheu Emma D'Arcy para interpretar a versão adulta de Rhaenyra Targaryen, em 12 de dezembro de 2020. O público elogiou a intensidade sutil de Emma como artista e o charme gentil que trouxe para a personagem. Apesar dos elogios que ganhou no papel, D'Arcy revelou ao The Hollywood Reporter que quase não conseguiu o papel após o extenso processo de audição, durante o qual D’Arcy até “usou uma peruca”.

Foram cerca de três meses de auto-gravação na minha sala em plena pandemia (...) Meu parceiro e eu montamos uma peruca de saco plástico, literalmente, e depois de três meses fazendo isso, me convidaram para um teste de quatro horas (...) Então me disseram que do meu jeito não estava indo certo, e pensei: ‘Uau, que pena’. Fui para o interior e no final daquele fim de semana eu tinha cerca de 14 ligações perdidas do meu agente. Falei com ele na manhã seguinte para ouvir: ‘Eles mudaram de ideia!’ Você quer fazer isso?’.

— Emma D'Arcy para o The Hollywood Reporter em 2022.
A atriz australiana Milly Alcock se juntou ao elenco de House of the Dragon em julho de 2021, escolhida para ser a versão jovem da princesa Rhaenyra Targaryen. Alcock contou que recebeu a notícia de que faria parte do elenco quando cozinhava um jantar na casa de um amigo. "Eu congelei, respirei fundo e disse ao meu amigo: 'Você tem vinho?'. Então liguei para minha mãe".

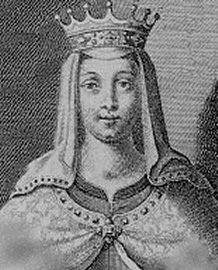
Imperatriz Matilde da Inglaterra (1102-1167)

Durante a San Diego Comic-Con 2022, o autor George R. R. Martin revelou que a história de Rhaenyra Targaryen é levemente similar a da Imperatriz Consorte Matilde, coroada rainha da Inglaterra após a morte de seu pai Henrique I. Os lordes vassalos da Inglaterra não aceitavam uma mulher no trono inglês e preferiam o primo de Matilde, Estêvão de Blois, que usurpou o trono. Ainda que tivesse o apoio do clero e da nobreza, Estêvão logo se viu ameaçado pela reivindicação de Matilde e ambos deram início A Anarquia.
Os figurinos usados por Rhaenyra Targaryen na série de televisão foram desenhados pela estilista francesa Jany Temime, reconhecida também por fazer os figurinos dos filmes de Harry Potter. A figurinista revelou que as roupas foram parcialmente inspiradas pela cultura e história marroquinas. O vestido de coroação, acrescentou Temime, foi difícil de desenhar porque era para ser antigo para a época. Disse ela: “Eu queria fazer algo cultural, mas não muito reconhecível. O mundo deles é completamente fantasioso, e é difícil quando você está tentando criar um vestido único, antigo e especial.” Jany Temime também se inspirou no início do Renascimento para alguns elementos dos figurinos.

### Temporada 1
Após voar com o seu dragão Syrax, num passeio matinal, a jovem Rhaenyra (Milly Alcock) retorna para Porto Real e junto com sua amiga Alicent Hightower (Emily Carey), vão para a Fortaleza Vermelha. Ela serve como copeira de seu pai e é a única a ficar preocupada com a situação de gravidez de sua mãe Aemma, já que seu pai importa-se apenas com o futuro filho herdeiro. Rhaenyra tem certa admiração por seu tio Daemon (Matt Smith), e o vê lutar contra Criston Cole (Fabien Frankel) no Torneio do Herdeiro. Quando sua mãe e irmão falecem no parto, Rhaenyra é nomeada herdeira por Viserys I (Paddy Considine), que foi aconselhado por Otto Hightower (Rhys Ifans) a fazê-lo. Viserys também lhe conta a profecia da “Canção de Gelo e Fogo”, sonhada por Aegon, o Conquistador, na qual espera-se que um Targaryen esteja no trono quando a futura guerra noturna no Norte chegar. Rhaenyra é feita Princesa de Pedra do Dragão e vários lordes juram-lhe lealdade. Rhaenyra chega a recuperar o ovo de dragão de seu falecido irmão, que foi levado ilegalmente por Daemon, e fica desapontada quando seu pai escolhe se casar novamente, mas com sua amiga Alicent. Ao passar dos meses, ela começa a sofrer o peso da responsabilidade de herdeira e sente-se sufocada por seu pai lhe forçar a encontrar um marido. Em uma caçada, ela discute com Viserys por acreditar que ele irá casá-la com o lorde Jason Lannister (Jefferson Hall). Rhaenyra chega a conhecer alguns pretendentes, mas fica indecisa do que fazer e em uma noite, é seduzida pelo tio, que a leva para os bordéis da capital. Rhaenyra também seduz sor Criston Cole e tira sua virgindade com ele. As “indiscrições” de Rhaenyra chegam até Alicent que a confronta, mas a princesa nega tais acusações. Por fim, para o bem de seu futuro reinado, Rhaenyra aceita casar com sor Leanor Velaryon (Theo Nate) e nega fugir com sor Criston Cole.
Ao passar dez anos, Rhaenyra (Emma D'Arcy) se envolveu romanticamente com Harwin Strong (Ryan Corr), tendo três filhos com ele: Jacaerys (Leo Hart), Lucerys (Harvey Sadler) e Joffrey, todos nomeados Velaryon. Laenor (Josh Macmillian) criou os meninos como seus, já que deu liberdade a princesa de se relacionar com quem quisesse, assim como ele, que é homossexual. A amizade de Rhaenyra e Alicent (Olivia Cooke) acabou e as duas não passam de meras adversárias políticas na corte, fingindo simpatia uma pela outra por causa de Viserys. Em uma das reuniões do Pequeno Conselho, a princesa alega que o reino falhou na defesa das ilhas dos Degraus e que eles poderiam ter armado mais homens para lá. Ela também sugere um casamento entre a filha de Alicent, Helaena (Evie Allen), e seu filho, Jacaerys. Alicent não considera o pedido. Devido aos rumores que seus filhos são de Harwin Strong, este último é exilado da corte e morre em Harrenhal, para a tristeza da princesa. No velório de Leana Velaryon (Nanna Blondell), Rhaenyra se reencontra com Daemon. Ela expressa que se sentiu abandonada sem a presença dele durante os anos e depois faz sexo com ele na praia de Derivamarca. Rhaenyra chega a defender Lucerys de um ataque de Alicent, que buscava se vingar pelo menino ter arrancado um olho de Aemond (Leo Ashton). Para unir forças e deixar sua reivindicação segura, Rhaenyra decide se casar com Daemon, e os dois forjam a morte de Laenor Velaryon, que fugiu para Essos.
Alguns anos mais tarde, Rhaenyra tem dois filhos com o tio: Aegon e Viserys, e está grávida novamente. Ela visita a Fortaleza Vermelha quando o direito de Lucerys (Elliot Grihault) de herdar Derivamarca é questionado por Vaemond Velaryon (Will Johnson). Rhaenyra pede para que seu pai, que está muito doente, interceda por ela na corte. Viserys I a apoia e Vaemond é morto por Daemon. De volta a Pedra do Dragão, Rhaenyra encoraja Lucerys a ser o Senhor das Marés quando chegar a hora. A princesa Rhaenys Targaryen (Eve Best) chega e avisa que o rei Viserys morreu, o Trono de Ferro foi usurpado por Alicent e Otto Hightower que coroaram o príncipe Aegon como rei Aegon II. Rhaenyra perde seu bebê, é coroada como a Rainha dos Sete Reinos e começa a questionar a lealdade das Grandes Casas em sua reivindicação. Ela manda seus filhos Jacaerys e Lucerys para buscar apoio no Norte e Terras da Tempestade, respectivamente. Infelizmente, Lucerys é morto por Aemond em Storm's End, deixando Rhaenyra desolada.

### Temporada 2
Imersa no luto pela morte de seu filho Lucerys, Rhaenyra inicialmente se afasta das atividades do Conselho Preto, absorvida pela dor e pelo desejo de vingança contra Aemond Targaryen (Ewan Mitchell), o autor da tragédia. A situação se agrava quando ela recebe a acusação de envolvimento na morte do príncipe Jaehaerys, a qual seu conselho tenta tirar proveito, mas o escândalo culmina em uma discussão acalorada entre ela e Daemon, ao descobrir que ele foi o mandante do assassinato. A revelação deixa Rhaenyra abalada e em crise de confiança em relação a Daemon. Para evitar alguma retaliação contra seus filhos mais jovens, Rhaenyra envia Aegon e Viserys, acompanhados por Rhaena (Phoebe Campbell), para o Vale em busca da segurança de Jeyne Arryn (Amanda Collin), Lady do Ninho da Águia. Tendo a esperança de evitar uma guerra mais sangrenta, Rhaenyra se encontra em segredo com a rainha Alicent no Grande Septo, e descobre que Alicent estava equivocada sobre o verdadeiro Aegon destinado ao trono na profecia da Canção de Gelo e Fogo, e por isso, Alicent instigou o golpe. Frustrada com a visão subestimada de seu próprio conselho, após a queda da cidade portuária de Valdocaso pelos Verdes, Rhaenyra decide enviar a princesa Rhaenys para a batalha e minar o avanço das tropas de sor Criston Cole em Pouso das Gralhas, mas depois lamenta profundamente a morte da princesa, vítima também do príncipe Aemond e seu dragão Vhagar.
Como forma de consolo e ainda garantir apoio dos Velaryon, Rhaenyra oferece o cargo de Mão da Rainha para o lorde Corlys (Steve Toussaint). Em um movimento estratégico para consolidar seu poder, Rhaenyra, com o auxílio de Mysaria (Sonoya Mizuno), organiza um plano para fornecer alimento à população de Porto Real, melhorando sua imagem perante o povo que se revolta contra os apoiadores de Aegon II. Ela também convoca bastardos Targaryen para domar dragões em Pedra do Dragão, após o dragão de seu falecido marido Laenor, o Seasmoke, ser montado por Addam de Casco (Clinton Liberty). Sua estratégia deu frutos com a conquista de mais dois cavaleiros de dragões:  Hugh (Kieran Bew) e  Ulf (Tom Bennett), que conseguiram domar Vermithor e Silverwing, respectivamente. Com uma certa ameaça de traição por parte de seu marido, ela viaja até Harrenhal para garantir a lealdade de Daemon e dos senhores das Terras Fluviais. Todos os senhores dos rios juram fidelidade à sua causa. De volta a Pedra do Dragão, ela recebe a visita inusitada de Alicent, onde a rainha viúva declara estar farta dos jogos políticos e conflitos, e deseja apenas viver longe do caos com seu filha e neta. Alicant, então, oferece com relutância a cabeça de seu filho Aegon II pelo fim do conflito, e garante acesso livre para os Negros invadirem Porto Real, deixando Rhaenyra surpresa.

## Recepção

### Crítica especializada
Tanto a atuação de Milly Alcock, quanto a de Emma D'Arcy, foram elogiadas pelos críticos que as consideraram excelentes em suas performances. 
|                                                                   |  |  |
| Emma D'Arcy e Milly Alcock, as interpretes de Rhaenyra Targaryen. |  |  |

Helen O'Hara do IGN afirmou que mesmo nos momentos mais falantes e lentos do programa, "excelentes performances o mantêm interessante, especialmente de Milly Alcock e Emily Carey enquanto elas encerram sua corrida antes do grande salto no tempo." O ‘’The Economic Times’’ proclamou que “a atriz australiana Milly Alcock é simplesmente notável em seu papel como Rhaenyra, a jovem princesa”. E continuou a publicação dizendo: “Seu desempenho no papel é tão impressionante que é triste pensar que sua personagem envelhecerá em breve em ‘House of the Dragon’, onde Emma D’Arcy a substituirá.  Até agora na série ‘House of the Dragon’, a personagem de Alcock é de longe a mais divertido.”
Essas análises destacam um fator-chave do desempenho de Alcock, que fez seu nome com a aclamada atuação em um grande programa. Devido a essa atuação, Alcock foi indicada ao Critics' Choice Television Awards de 2023 na categoria Melhor Atriz em Série de Drama.
Sobre Emma D'Arcy, BJ Colangelo da SlashFilm comentou que “é tão raro ver um talento tão inegável varrer completamente o chão com o roteiro que lhe foi dado, mas D'Arcy derramou sangue, suor, lágrimas e apresentação controlada de sobrancelhas em cada segundo na tela.” Para Tyler Doster do AwardWatch, “D’Arcy chega durante o sexto episódio e parece ter identificado seus pensamentos sobre Rhaenyra;  a performance é tão precisa que pequenos momentos em seu rosto falam muito sobre os pensamentos da filha mais velha dos Targaryen.” A atuação de D'Arcy na primeira temporada da série lhe rendeu a indicação de Melhor Atriz em Série Dramática no Globo de Ouro de 2023.

### Resposta do público
Emma D'Arcy ganhou elogios do público por sua performance, assim como a colega de elenco Olivia Cooke, que interpreta a rainha Alicent Hightower. Ambas se destacaram no sexto episódio da primeira temporada, levando alguns usuários do Twitter/X a se manifestarem.
Uma pessoa escreveu: “Uma salva de palmas para Emma D’Arcy e Olivia Cooke, elas provaram no episódio desta noite que o programa está em ótimas mãos para o resto da série, performances incríveis de ambas. #HouseOfTheDragon”, enquanto outro fã acrescentou: “Nos deram uma aula magistral de atuação. Alguém tem mais dúvidas sobre sua capacidade de desempenhar suas funções? Não? Não pensei assim.” Uma terceira pessoa twittou: "Emma D'Arcy mostrou ao mundo esta noite por que é a escolha perfeita para Rhaenyra, seu desempenho foi absolutamente incrível e de tirar o fôlego, e em apenas 1 episódio, conseguiu nos dar tantas cenas ótimas, mal posso esperar para ver mais delu #HouseOfTheDragon.”